# Лянгасово
Лянга́сово — микрорайон в Ленинском районе города Киров, территориально является его анклавом, окружённым сельскими территориями городского округа Киров. До 2005 года носил статус посёлка городского типа.

## История
Лянгасово основано в 1932 году как железнодорожный посёлок при станции Лянгасово. В 1944 году, в связи с развитием станции и увеличением количества жителей, Лянгасово получило статус посёлка городского типа.
В апреле 2005 года решением Законодательного собрания Кировской области посёлок ликвидирован, территория посёлка общей площадью 620,0 га включена в городскую черту Кирова без изменения категорий земель и прав землепользователей.

## Население
| Численность населения, чел. | Численность населения, чел. | Численность населения, чел. | Численность населения, чел. | Численность населения, чел. | Численность населения, чел. |
| 1959                        | 1970                        | 1979                        | 1989                        | 2002                        |                             |
| --------------------------- | --------------------------- | --------------------------- | --------------------------- | --------------------------- | --------------------------- |
| 6468                        | 11 165                      | 12 087                      | 12 957                      | 13 022                      |                             |

## Инфраструктура

### Экономика
Градообразующим предприятием является железнодорожная станция Лянгасово Кировского региона Горьковской железной дороги, одна из крупнейших в России. Сам микрорайон располагается вдоль станции.
Также в микрорайоне располагается фабрика игрушек «Радуга» и хлебозавод (филиал Кировского булочно-кондитерского комбината).

## Транспорт
Микрорайон соединён с основной частью города трассой 33Н-120 Победиловский тракт. Курсирует муниципальный автобусный маршрут № 101 по стоимости городского тарифа.
Вдоль микрорайона расположена одноимённая железнодорожная станция, в границах которой пять остановочных пунктов для пригородных электропоездов: Лянгасово-Пасс., Лянгасово-Сорт., Лянгасово Депо, Лянгасово Парк А, Лянгасово Парк Б. На первой делают остановку некоторые пассажирские поезда дальнего следования.
Расстояние от центра Лянгасова до аэропорта Победилово на автомобиле составляет около 10 км.